# Paul Verbnjak
Paul Verbnjak (* 10. Dezember 2001) ist ein österreichischer Skibergsteiger aus Klagenfurt in Kärnten.

## Werdegang
Paul Verbnjak, Sohn des ehemaligen Skibergsteigers Heinz Verbnjak, kam durch seinen Vater bereits mit 7 Jahren in Berührung mit dem Skibergsteigen. Durch einige hervorragende Ergebnisse in seiner Altersklasse bei nationalen Rennen wurde Verbnjak im Jahr 2016 in das Nationalteam des Österreichischen Skiverbands aufgenommen.
Im Jahr 2017 konnte er bei der Weltmeisterschaft den 8en Rang in seiner Altersklasse sowie im darauffolgenden Jahr Rang 9 bei der Europameisterschaft erreichen. Die Weltcupsaison 2019/20 beendete Verbnjak mit dem zweiten Gesamtrang bei den Junioren. Seit 2020 ist er als Sportsoldat beim österreichischen Bundesheer mit dem Dienstgrad Korporal.

## Erfolge
- Rang 8 Weltmeisterschaft  2017 in Italien
- Rang 9 Europameisterschaft 2018 in Italien
- Gesamtweltcup 2er Junioren 2019/20
- Österreichischer Meister Individual Junioren 2020
- Österreichischer Meister Vertical Junioren 2020
- Zweifacher Weltmeister Weltmeisterschaft 2021 in Andorra
- Ränge 2 und 3 Europameisterschaft 2022 in Spanien[5]
- Mountain Man 2025 Mountain Attack[6]